# Tetrapak
 Ovo je glavno značenje pojma Tetrapak. Za druga značenja pogledajte Tetrapak (glazbeni studio).
Tetrapak je ime za pakiranje za tekućine. Sastoji se od plastificiranoga papira. Ime je dobilo po švedskoj tvrtci Tetra Pak. 

## Vanjske poveznice
- Tetra Pak